# Ilaria Cucchi
Ilaria Cucchi (Roma, 22 giugno 1974) è un'attivista e politica italiana, senatrice nella XIX legislatura.

## Biografia
Ilaria Cucchi nasce a Roma da padre geometra e madre maestra. Diplomata perito informatico, nel 2022 consegue un secondo diploma da geometra, venendo iscritta all'Albo dei geometri di Roma il 13 gennaio 2025. Il suo compagno è Fabio Anselmo, già legale della famiglia Cucchi nel caso dell'omicidio di Stefano Cucchi.

### Il caso Cucchi
In seguito all'omicidio del fratello avvenuto nel 2009, intraprende una campagna tesa alla sua riabilitazione.
La morte di Stefano e la battaglia di Ilaria vengono trattati nel rapporto annuale 2010 di Statewatch, organizzazione non governativa che monitora e registra la situazione dei diritti civili in Europa; la vicenda viene analizzata anche sulla stampa internazionale.
Viene anche intervistata nel film documentario del 2011 148 Stefano - Mostri dell'inerzia.
Nel 2019 la BBC le ha dedicato una puntata monografica della trasmissione Outlook descrivendo le sue attività per la ricerca della giustizia giudiziaria.

### Attivismo umanitario
È divenuta attivista per i diritti civili e umani, fondando nel 2012 la Associazione Federico Aldrovandi - Le loro voci, insieme a Patrizia Moretti, Lucia Uva e Domenica Ferrulli, madri di Federico Aldrovandi, Giuseppe Uva e Michele Ferrulli, morti tutti in circostanze assimilabili a quelle di Stefano.
Nel 2016 ha fondato anche la Associazione Stefano Cucchi, che si occupa di diritti umani e fa parte della rete di associazioni a supporto di Amnesty; l'associazione organizza molte manifestazioni di sensibilizzazione come l'annuale corsa podistica non competitiva "Memorial Cucchi" e il "Premio diritti umani Stefano Cucchi". Tramite questa associazione, Ilaria si è fatta promotrice di proposte come, tra le altre, l’authority indipendente sui diritti umani, la modifica della legge sul reato di tortura, l'abrogazione della nuova legge sulle intercettazioni a causa dell'arbitrio esercitabile in essa da parte della polizia su quali intercettazioni trascrivere e quali omettere.
Cucchi è stata promotrice dell'inserimento del reato di tortura nel codice penale italiano, per la mancanza del quale sino al 2017 l'Italia ha subito diverse sanzioni dall'Unione europea creando forte dibattito e reazioni dal mondo politico e sociale.
Sono state numerose le voci contro l'azione e la figura di Ilaria Cucchi, anche dal mondo della politica, che hanno portato anche a denunce e sentenze giudiziarie.
Oltre all'interesse suscitato presso numerosi organi di stampa, ha tenuto lezioni, è stata ospite di vari convegni ed assemblee a tema umanitario, oltre che di varie trasmissioni televisive e manifestazioni come il Concerto del Primo Maggio 2019.
Dal 2012 al 2022 ha avuto una collaborazione con Huffington Post, dove teneva la rubrica "In memoria di Dino Budroni", nella quale affrontava vari temi umanitari.
Dal 2020 scrive editoriali per il quotidiano Domani.

### Attività politica
Alle elezioni politiche del 2013 accetta la candidatura in diverse circoscrizioni della Camera (Lombardia 1, Emilia-Romagna, Toscana, Lazio 1 e Lazio 2), nella lista Rivoluzione Civile, guidata dal magistrato Antonio Ingroia, non venendo eletta in quanto la lista non supera la soglia di sbarramento del 4%.
In vista delle elezioni politiche del 2022, Cucchi viene candidata ufficialmente per un seggio in Parlamento come Indipendente dalla lista Alleanza Verdi e Sinistra per il Senato nel collegio uninominale Toscana - 04 (Firenze) per il centro-sinistra, oltreché come capolista di Alleanza Verdi e Sinistra nei collegi plurinominali Campania - 01, Lazio - 01, Lombardia - 02 e Puglia - 01.
Viene eletta all'uninominale con il 40,08%.

## Nella cultura di massa
Al suo attivismo sono state ispirate diverse opere, tra le quali un grande murale a Napoli dedicatole da Jorit ed una rappresentazione teatrale della compagnia Eco di fondo, La notte di Antigone.
Nel film del 2018 Sulla mia pelle, che tratta della morte del fratello, Ilaria Cucchi è interpretata da Jasmine Trinca.

## Riconoscimenti
- Nel 2016 riceve il Premio Nazionale Donato Carbone vittima di mafia in Oria (br) per il suo impegno al servizio della verità.
- Nel 2015 riceve il Premio Nazionale Paolo Borsellino grazie al suo impegno civile.[36]
- Il 27 dicembre 2017 è stata eletta “Donna dell’anno” da D, settimanale de La Repubblica.[37]
- Nel 2018 è stata insignita del premio Antigone allo Human Rights International Film Festival di Orvieto.[38]
- Nel 2019 la Fondazione Antonino Caponnetto le assegna il Premio Caponnetto per la legalità.[39]
- Riceve nel 2020 il Premio nazionale di cultura Benedetto Croce per la letteratura giornalistica.[40]

## Opere
- Giovanni Bianconi e Ilaria Cucchi, Vorrei dirti che non eri solo. Storia di Stefano mio fratello, Rizzoli, 2010, ISBN 978-88-17-04091-4, OCLC 799977736.
- Fabio Anselmo e Ilaria Cucchi, Il coraggio e l'amore. Giustizia per Stefano: la nostra battaglia per arrivare alla verità, Rizzoli, 2019, ISBN 978-88-17-14345-5, OCLC 1153245882.
- Ilaria Cucchi e Andrea Franzoso, Stefano. Una lezione di giustizia, Fabbri Editori, 2021.